# Сборная Сейшельских Островов по футболу
Сборная Сейшельских Островов представляет Сейшельские Острова на международных футбольных турнирах и в товарищеских матчах. Управляющая организация — Федерация футбола Сейшельских островов. Является членом ФИФА и КАФ с 1986 года.

## История
Сборная Сейшельских островов относится к аутсайдерам африканского футбола и ни разу не принимала участия ни в Чемпионате мира, ни в Кубке африканских наций. Дебют сборной на международной арене состоялся в 1988 году с отборочного турнира к Кубку африканских наций 1990 года. Далее сборная пыталась отобраться на Кубок африканских наций 1998 года, пропустила отбор к континентальному первенству 2000 года и, начиная с отборочной кампании к Кубку Африки 2002, «Пираты» регулярно участвуют в квалификационных турнирах Кубка африканских наций и чемпионата мира.

## Чемпионат мира
- 1930 — 1998 — не принимала участия
- 2002 — 2026 — не прошла квалификацию

## Кубок Африканских Наций
- 1957 — 1988 — не принимала участия
- 1990 — не прошла квалификацию
- 1992 — снялась с соревнований
- 1994 — не принимала участия
- 1996 — снялась с соревнований
- 1998 — не прошла квалификацию
- 2000 — не принимала участия
- 2002 — 2010 — не прошла квалификацию
- 2012 — не подавала заявку
- 2013 — не прошла квалификацию
- 2015 — дисквалифицирована
- 2017 — не прошла квалификацию
- 2019 — не прошла квалификацию
- 2021 — не прошла квалификацию
- 2023 — не прошла квалификацию
- 2025 — исключена из отборочного турнира

## Достижения
Игры Индийского океана
- 1-е место: 2011
- 2-е место: 1979

Турнир Четырех Наций
- 1-е место: 2021

## Рекорды
Самый молодой автор гола в истории сборной — Лоренсо Оаро. На момент проведения матча ему было 14 лет и 242 дня, что делает его вторым самым молодым автором гола в матчах первых сборных